# Tom Rodríguez
Bartolomé Mott y Alberto (Olóngapo, 1 de octubre de 1987), popularmente conocido como Tom Rodríguez, es un actor y cantante filipino, concursante de un programa de telerrealidad.

## Biografía
Tom Rodríguez, cuyo nombre verdadero es Bartolomé Alberto "Tom", se dedicó como músico y compositor de la ilustradora de Estado de Arizona en los Estados Unidos. Él es nativo de la Ciudad de Catbalogan, Samar, Filipinas, pero emigró a los Estados Unidos cuando tenía 12 años de edad con su mamá y papá, este último que formó parte del servicio de Marina de los EE. UU.. 
Después de su expulsión de Pinoy Big Brother: Double Up, firmó como artista un contrato en el denominado Estrella Mágica.

## Discografía

### ConVoiz Boyz
- Voiz Boyz (2010; Star Records)

## Filmografía

### Televisión
| Año       | Título                                               | Personaje                        | Notas             |
| --------- | ---------------------------------------------------- | -------------------------------- | ----------------- |
| 2009–2010 | Pinoy Big Brother: Double Up                         | himself/contestant               | eviction (Day 41) |
| 2009      | Precious Hearts Romances Presents: My Cheating Heart | Harry                            |                   |
| 2010      | Maalaala Mo Kaya: Litrato                            | Mike                             |                   |
| 2010      | Your Song: Isla                                      | Tom                              |                   |
| 2010      | Precious Hearts Romances Presents: Love Me Again     | Chadilton "Chad" Barrera         |                   |
| 2016-2017 | Someone to Watch Over Me                             | Teodoro José "TJ" Agustín Chávez | Protagonista      |

### Películas
| Year | Título               | Personaje | Notas                          |
| ---- | -------------------- | --------- | ------------------------------ |
| 2010 | Here Comes The Bride | Harold    | Star Cinema/ OctoArts/ Quantum |